# Max Lange
Max Lange (7 augustus 1832 – 8 december 1899) is een in Maagdenburg geboren Duitse schaker. Van 1858 tot 1864 was hij redacteur van de Deutsche Schachzeitung. Hij was een schaker en een schrijver. Hij heeft veel tijd besteed aan de studie van de opening Tweepaardenspel in de Nahand, die valt onder de schaakopening Koningspion.
| 8 | rd                                       |    | bd | qd | kd |    |    | rd |
| 7 | pd                                       | pd | pd | pd |    | pd | pd | pd |
| 6 |                                          |    | nd |    |    | nd |    |    |
| 5 |                                          |    | bd |    | pl |    |    |    |
| 4 |                                          |    | bl | pd |    |    |    |    |
| 3 |                                          |    |    |    |    | nl |    |    |
| 2 | pl                                       | pl | pl |    |    | pl | pl | pl |
| 1 | rl                                       | nl | bl | ql |    | rl | kl |    |
|   | a                                        | b  | c  | d  | e  | f  | g  | h  |
|   | Max Lange variant in het Tweepaardenspel |    |    |    |    |    |    |    |

Max Lange heeft ook een aantal boeken geschreven, onder andere "Lehrbuch des Schachspiels". Het schaakspel was zijn grote liefde en hij heeft eigenlijk heel zijn leven in dienst van die liefde gesteld.
De Max Lange variant is te vinden in het Tweepaardenspel: 1.e4 e5 2.Pf3 Pc6 3.Lc4 Pf6 4.d4 ed 5.0-0 Lc5 6.e5